# Verwaltungsgemeinschaft Oberes Achental
Die Verwaltungsgemeinschaft Oberes Achental im oberbayerischen Landkreis Traunstein wurde im Zuge der Gemeindegebietsreform am 1. Mai 1978 gegründet und zum 1. Januar 1980 bereits wieder aufgelöst.
Ihr gehörten die Gemeinden Schleching und Unterwössen an; die Körperschaft trug anfangs den Namen „Verwaltungsgemeinschaft Unterwössen“.